# Синодик

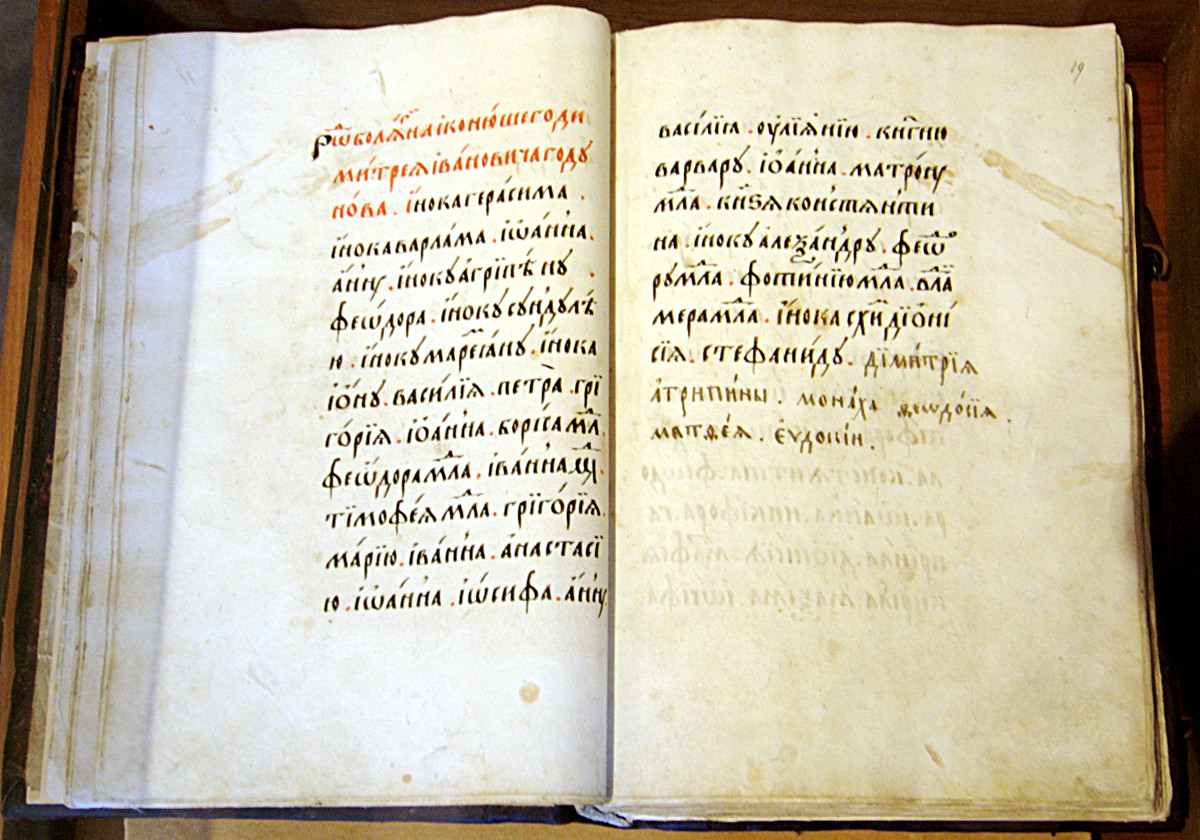
Синодик Ипатьевского монастыря. Конец XVII — начало XVIII веков. Кожа, бумага, тушь, перо, рукопись, полуустав. Экспонат историко-археологического музея Костромской епархии РПЦ.

Сино́дик (от др.-греч. συνοδικός «соединяемый»), помя́нник или помина́льник — историческое название службы «чина православия», составленной в 843 году по случаю торжества православной веры над иконоборчеством и традиционно совершающейся в первое воскресение Великого поста. Так же называется книга или список с перечислением имён умерших и живых для поминовения во время богослужения или в частной молитве.

## Типы синодиков
Первоначально взятый из греческого «чина православия», список «пополнялся и изменялся согласно греческому тексту и на основании самостоятельных данных русской жизни». Ещё и в XIV веке он назывался Синодиком, но в дальнейшем утратил это название.
Находившийся в чине православия список для «вечной памяти» очень рано стал выделяться внутри него отдельным списком, который с течением времени стал намного превышать по объёму остальную часть текста службы и упоминался долгое время как «книга Синодик или помянник». Этот список стал употребляться для постоянного поминания умерших. Писцами слово «синодик» часто искажалось почти до неузнаваемости: «Сенодик», «Сенадик», «Сенедик», «Сенаник», «Сенадник» и даже «Цинодик». Иногда слово «синодик» заменялось словом «лития», — по его церковно-богослужебному назначению.
Кроме церковных, имели распространение личные или семейные поминальники (к ним, в частности, относится и «Синодик опальных царя Ивана Грозного»), которые часто назывались «Вседенник».
В XVII веке появились книги, в которых в дополнение к спискам умерших помещались тексты, в которых разъяснялись вопросы загробного бытия: о необходимости поминовения усопших, о пользе покаяния, о тщетности всего земного и др. Такие «предисловия» стали выпускаться без поминальной части (с начала XVIII века — и в виде лубочной литературы), а поминальная часть превратилась в особые поминальные книжки.

## Рекомендуемая литература
- Маштафаров А. В. Синодик Благовещенского собора Московского Кремля // Вестник церковной истории. — 2009. — № 1-2(13-14). — С. 10-25.
- Маштафаров А. В. «Предисловие во книгу Синодик о пособии мертвым» — малоизвестный литературный памятник кон. XVII в. // Вестник церковной истории. — 2009. — № 3-4(15-16). — С. 307—318.
- Суворов Н. Тетрадь, а в ней имена писана опальных при Царе и Великом князе Иоанне Васильевиче, всеа Росии: (Выписка из Синодика Спасо-Прилуцкого монастыря) // ЧОИДР. 1859. Кн. 3, отд. V.
- Шаблова Т. И. Новгородские синодики XIV-XVII веков. — СПб.: Алетейя, 2017. — 328 с. — (Историческая книга). — ISBN 978-5-906860-81-1.
- Дергачева И. В. Древнерусский Синодик: исследования и тексты / Отв. ред. И. В. Бугаева; Институт философии РАН. — М.: Кругъ, 2011. — 404 с. — (Памятники древнерусской мысли: исследования и тексты; вып. 6). — ISBN 978-5-7396-0213-8.